# 克里姆林宮元老院
克里姆林宮元老院（俄语：Сенатский дворец）是位於莫斯科克里姆林宮內的一座建築。

## 历史
修建於1776年至1787年。克里姆林宮元老院最初是俄羅斯帝國的立法機構元老院莫斯科分支的所在地。蘇聯時期是列寧、史達林等最高領導的辦公室暨官邸。
1919年共产国际第一次代表大会在该地举行。
現在克里姆林宮元老院是俄羅斯總統的辦公地點，戒備森嚴並且不對公眾開放。現在普通民眾只能看到元老院南側正對沙皇炮的建築外表部分。现在该处每日早上都会准时升起俄罗斯总统旗，升起的同时也代表俄罗斯最高领导人正在工作。